# Jolyon Palmer
Jolyon Palmer (Horsham, 20 de janeiro de 1991) é um ex-automobilista, radialista e jornalista britânico que correu na Fórmula 1 pela Renault entre 2016 e 2017. Foi campeão da GP2 Series em 2014. É filho do ex-piloto britânico Jonathan Palmer.

## Biografia
Jolyon Carlyle Palmer nasceu em 20 de janeiro de 1991, na cidade de Horsham, situada no condado de West Sussex, na Inglaterra. É filho de Jonathan Palmer e de Gill, sua primeira esposa. O pai de Jolyon correu na Fórmula 1 entre 1983 e 1989, foi comentarista da F1 na BBC, e é CEO do MotorSport Vision, grupo que controla seis autódromos britânicos, incluindo Donington Park. Seu irmão mais novo, Will Palmer, também foi piloto, competindo em campeonatos de Fórmula 4 e sendo um dos vencedores do Prêmio McLaren Autosport BRDC. Jolyon ainda tem uma irmã mais velha, Emily, e outra mais nova, Alice.
Aos dezesseis anos, Jolyon sofreu um acidente de quadriciclo que o deixou em coma, perfurou seu pulmão, danificou seu fígado o fez perder um dos rins. Mais tarde, ele afirmou que apesar desse acidente, ele não perdeu a vontade de correr.
Jolyon é fã de futebol, tendo jogado até seus treze anos. Ele torce para os times Ipswich Town e Crystal Palace.

## Carreira no automobilismo

### Anos iniciais
Tendo corrido nos karts MiniMax em 2004, Jolyon Palmer progrediu rapidamente na carreira, correndo no Troféu de Outono de T-Cars Britânico em 2005. Apesar de inexperiente, o piloto mostrou ritmo no início, e obteve o 5.º lugar final.
Jolyon Palmer subiu ao campeonato principal de T-Cars em 2006, onde correu contra o seu rival no Campeonato de Fórmula Dois da FIA em 2009, Alex Brundle. Ao longo da temporada, obteve uma 'pole' e quatro pódios, acabando o campeonato em 5º lugar. Regressou ao Troféu de Outono de T-Cars, arrasando a concorrência com 4 vitórias e a vitória do campeonato.
No início de 2007, Jolyon Palmer competiu no campeonato principal de T-Cars por duas corridas, ganhando ambas. Mas não seguiu na categoria, fazendo transição para os monopostos.

### Fórmula Palmer Audi
Em 2007, Jolyon se juntou ao campeonato de Fórmula Palmer Audi, que tinha seu pai como um dos donos. Demonstrou rapidamente o seu ritmo, sendo 4º na segunda corrida em Silverstone, antes de se tornar o mais jovem piloto na história da FPA's a ganhar uma corrida, no circuito Brands Hatch Indy. Apesar de correr só um terço das corridas em 2007, Jolyon Palmer obteve o décimo lugar final, tendo mais uma vitória e quatro pódios.
Jolyon Palmer esteve novamente na Fórmula Palmer Audi em 2008, onde obteve nove classificações nos cinco primeiros nas primeiras nove corridas. Esta série incluiu uma ronda tripla excelente em Spa-Francorchamps, onde venceu uma corrida e terminou as outras duas no segundo lugar. Na 10ª ronda não acabou, mas a seguir obteve três classificações seguidas no segundo lugar, na ronda dupla no circuito de Brands Hatch GP e em Snetterton. Numa incrível temporada, Jolyon Palmer falhou a vitória na final ronda, antes de acabar no 3º lugar final.
Jolyon Palmer também participou no Troféu de Outono de Fórmula Palmer Audi em 2008, correndo contra os seus adversários no Campeonato de Fórmula Dois da FIA em 2009, Tobias Hegewald e Jack Clarke. Acabou o Troféu em 3º, com 3 pódios, um 4º e um 5º lugar nas 6 corridas disputadas.

### Fórmula Dois
Em 2009, Palmer esteve no novo Campeonato de Fórmula Dois da FIA, em mais uma categoria criada por seu pai. Teve um primeiro ano tranquilo, pontuando apenas com um sexto lugar em Ímola. Mas a temporada foi marcada pela trágica morte de Henry Surtees na rodada de Brands Hatch, que estava bem atrás de Palmer, e este afirmou que poderia ter sido sido a vítima se "estivesse meio segundo atrás".
Em 2010, Palmer se saiu melhor desde o início, assumindo a liderança do campeonato com uma vitória e um segundo lugar em Silverstone. Venceu duas vezes em Monza e conquistou mais duas vitórias em Portimão e Brno, mas foi superado na disputa pelo título pelo compatriota britânico Dean Stoneman.

### GP2 Series

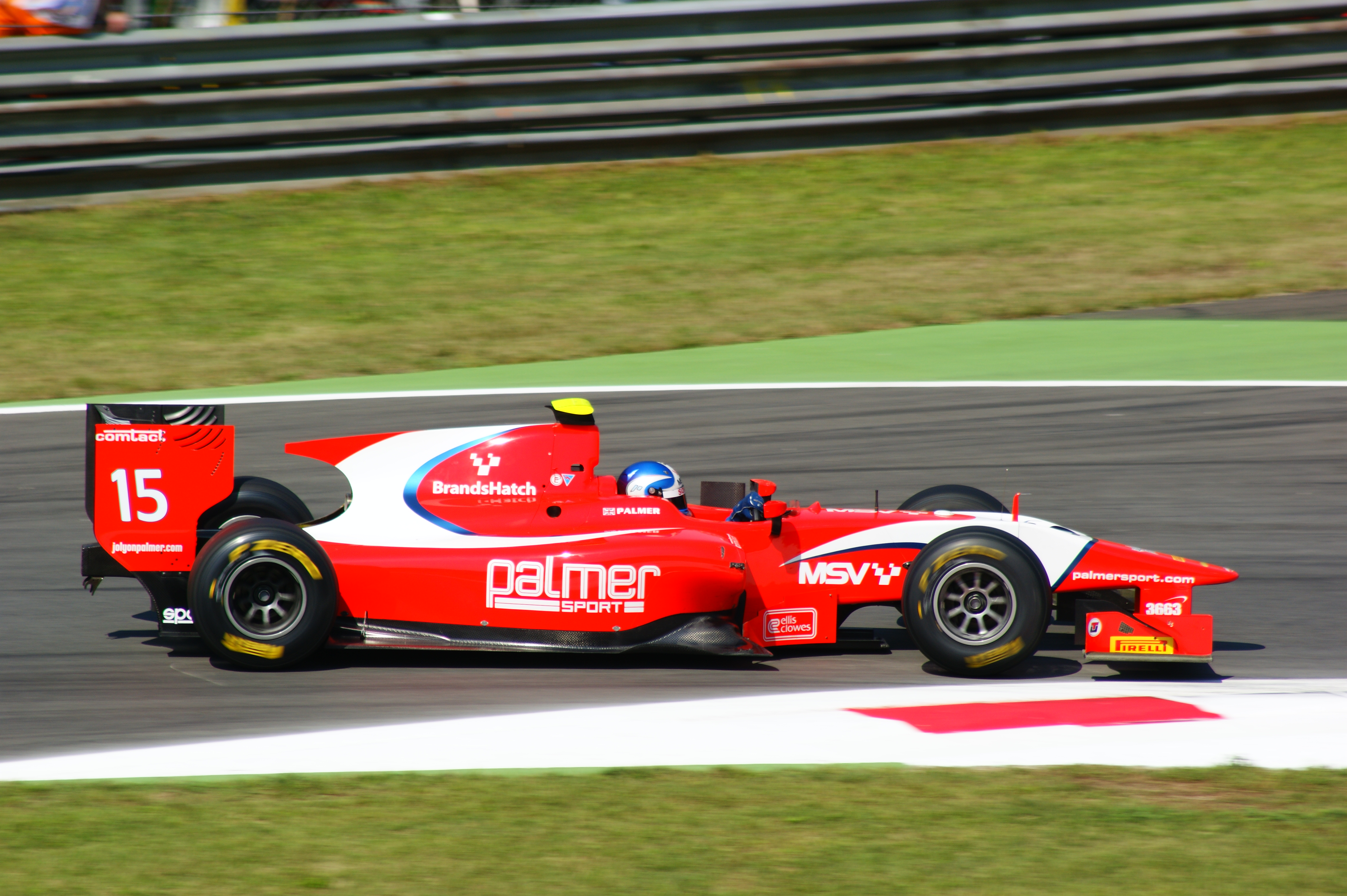
Palmer em Monza em 2011

Palmer fez sua estreia na GP2 Series na temporada 2011, pela equipe britânica Arden, tendo como companheiro o tcheco Josef Král. O britânico não somou pontos na temporada, tendo como melhores resultados dois nonos lugares em Istambul e Valência, enquanto Král conquistou um pódio e quinze pontos. Palmer se classificou em 28º lugar, sendo o pior dentre os que fizeram a temporada completa da GP2.

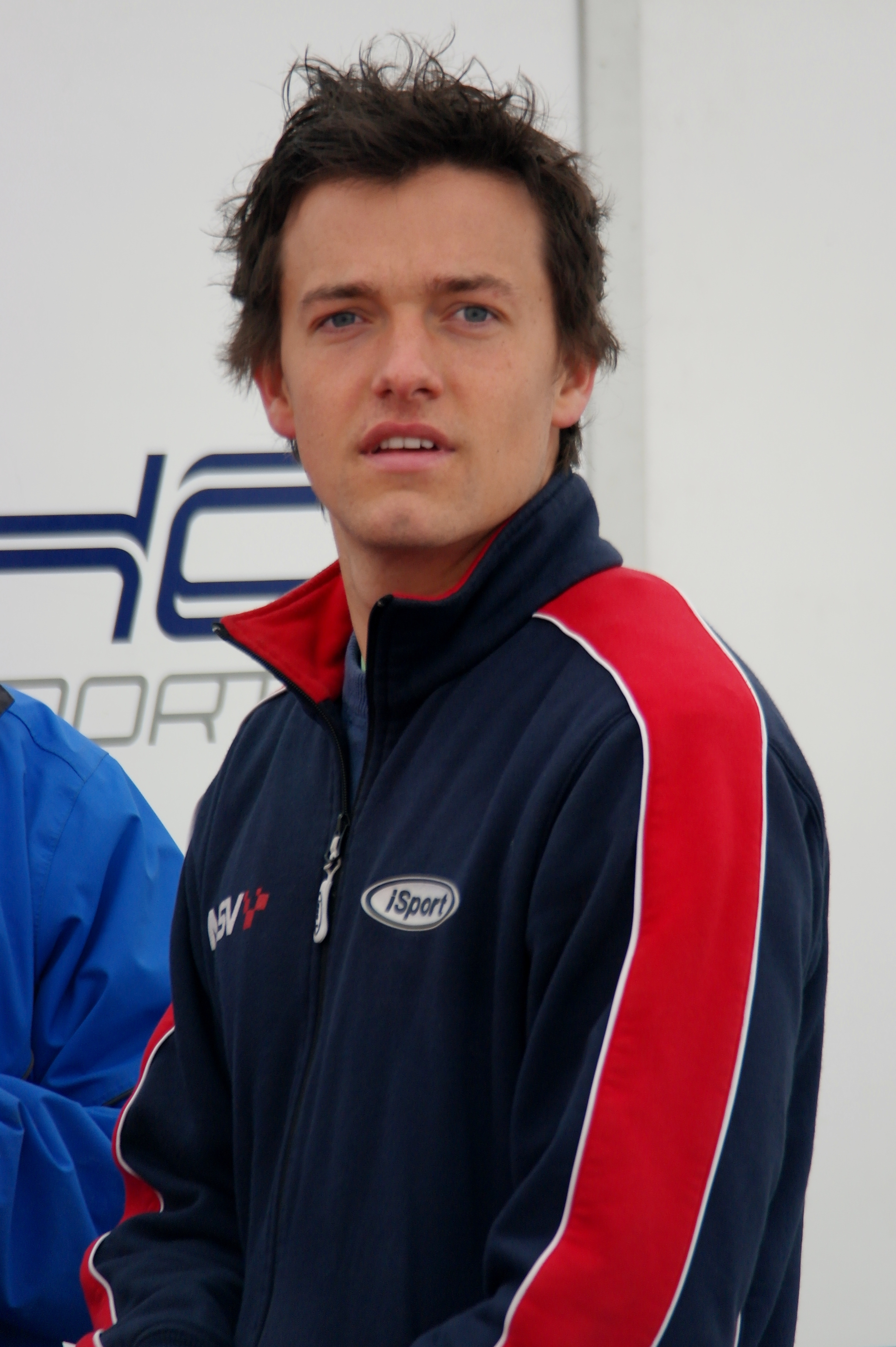
Palmer em 2012

Em 2012, foi para outra equipe britânica iSport International, sendo companheiro do sueco Marcus Ericsson. O ano marcou a primeira vitória de Palmer na categoria, conquistada na corrida curta de Mônaco, que foi marcada por um acidente envolvendo nove carros. Além desse, Palmer teve mais dois pódios no ano: dois terceiros lugares em Silverstone e em Monza. O britânico encerrou a temporada em 11º, com 78 pontos, 46 a menos do que Ericsson, oitavo colocado.

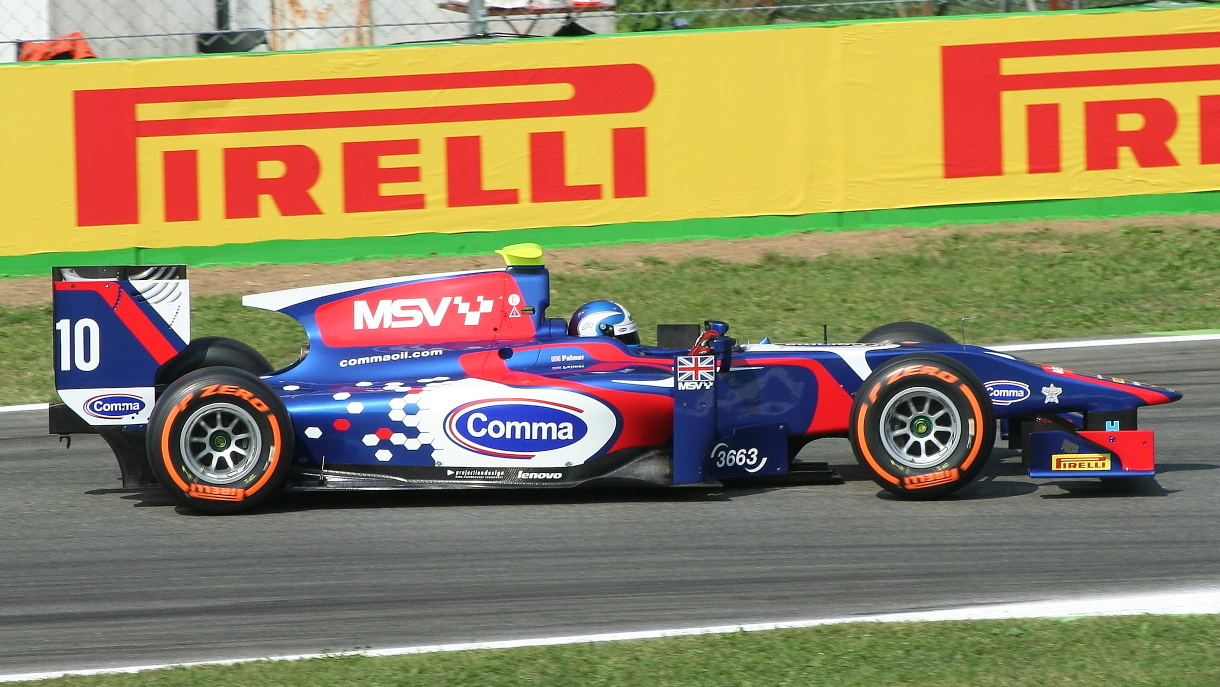
Palmer na Itália em 2013

Em 2013, Palmer se transferiu para mais uma equipe britânica, a Carlin, tendo como novo companheiro de equipe o brasileiro Felipe Nasr. O britânico venceu na Hungria e em Singapura, tendo mais um pódio em Abu Dhabi. Apesar de ter sido o único piloto da Carlin a vencer no ano, Palmer terminou o campeonato atrás de Nasr, já que ele foi sétimo colocado, com 119 pontos, enquanto o brasileiro foi quarto colocado, com 35 pontos a mais que Jolyon.

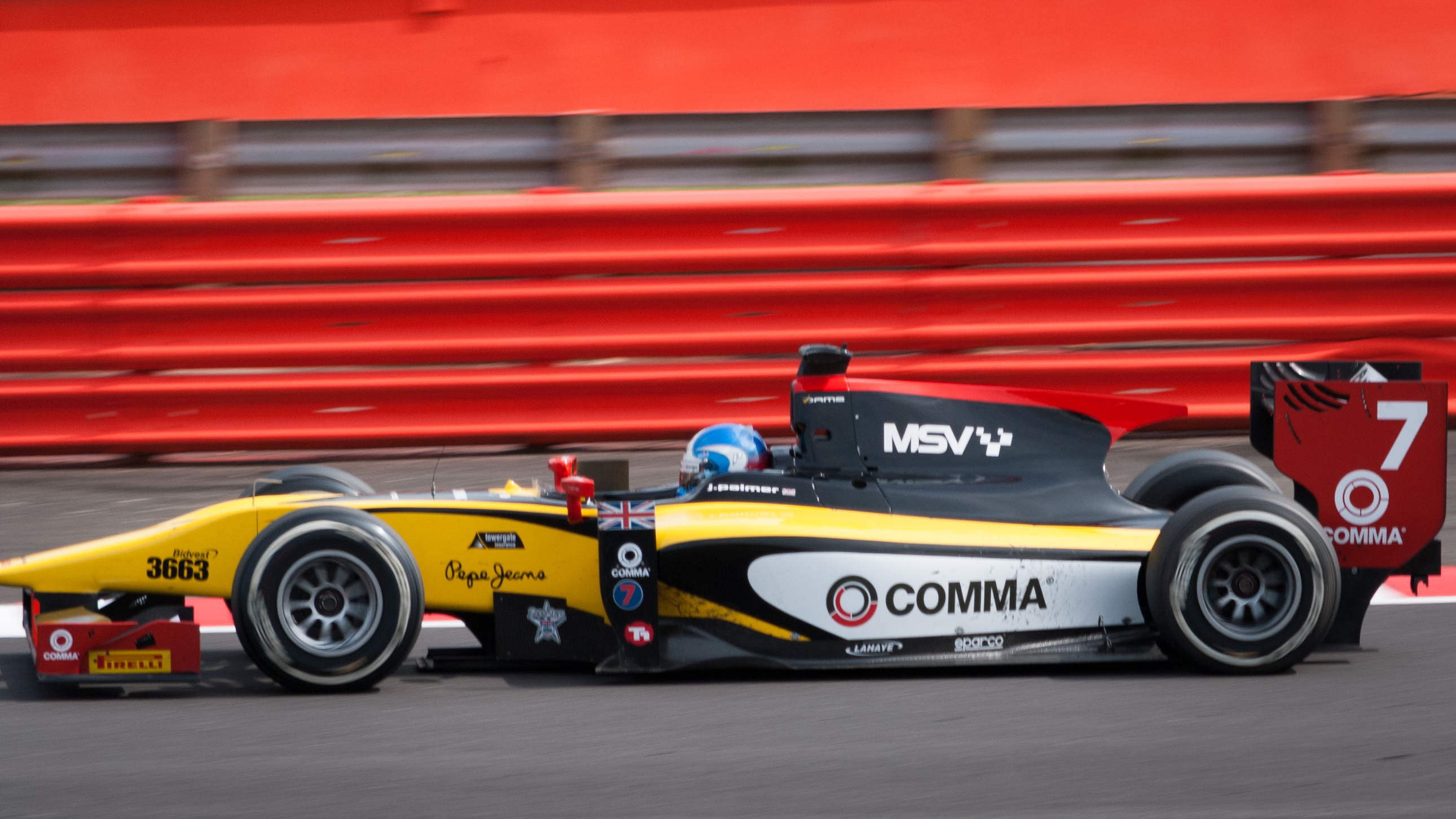
Palmer em Silverstone em 2014

Para 2014, Palmer se mudou para a equipe francesa DAMS, com seu companheiro sendo o monegasco Stéphane Richelmi. Palmer, Nasr e Stoffel Vandoorne batalharam pelo título, mas dessa vez, o britânico usou sua experiência de quatro temporadas de GP2 para se sagrar campeão com doze pódios, incluindo quatro vitórias, e encerrar o campeonato com 276 pontos, 47 a mais do que Vandoorne, o vice, e 52 a mais do que Nasr, terceiro colocado.
Mesmo com o título, Palmer viu Vandoorne e Nasr serem promovidos à F1 em 2015, o que deixou o britânico indignado, especialmente com a promoção do brasileiro, que segundo ele, tinha o "apoio" que a equipe Sauber precisava. Palmer frisou que o campeão da GP2 não receber promoção imediata à F1 era uma "mensagem ruim" e questionou "o sentido de vencer" a categoria.

### Fórmula 1

#### Lotus (2015)
Jolyon Palmer foi o terceiro piloto da Lotus em 2015, substituindo Romain Grosjean nos treinos livres daquele ano. Ao todo, foram treze participações nos dezenove GPs da temporada.

#### Renault (2016-2017)
Em outubro de 2015, durante o Grande Prêmio dos Estados Unidos, Palmer foi anunciado como mais novo piloto titular da Lotus para 2016, com ele substituindo Grosjean. Mais tarde, Kevin Magnussen foi anunciado como seu companheiro na equipe, renomeada para Renault F1 Team. Para sua carreira na F1, Palmer anunciou que escolheria o número 30, que ele já vinha usando nos treinos livres do ano anterior.

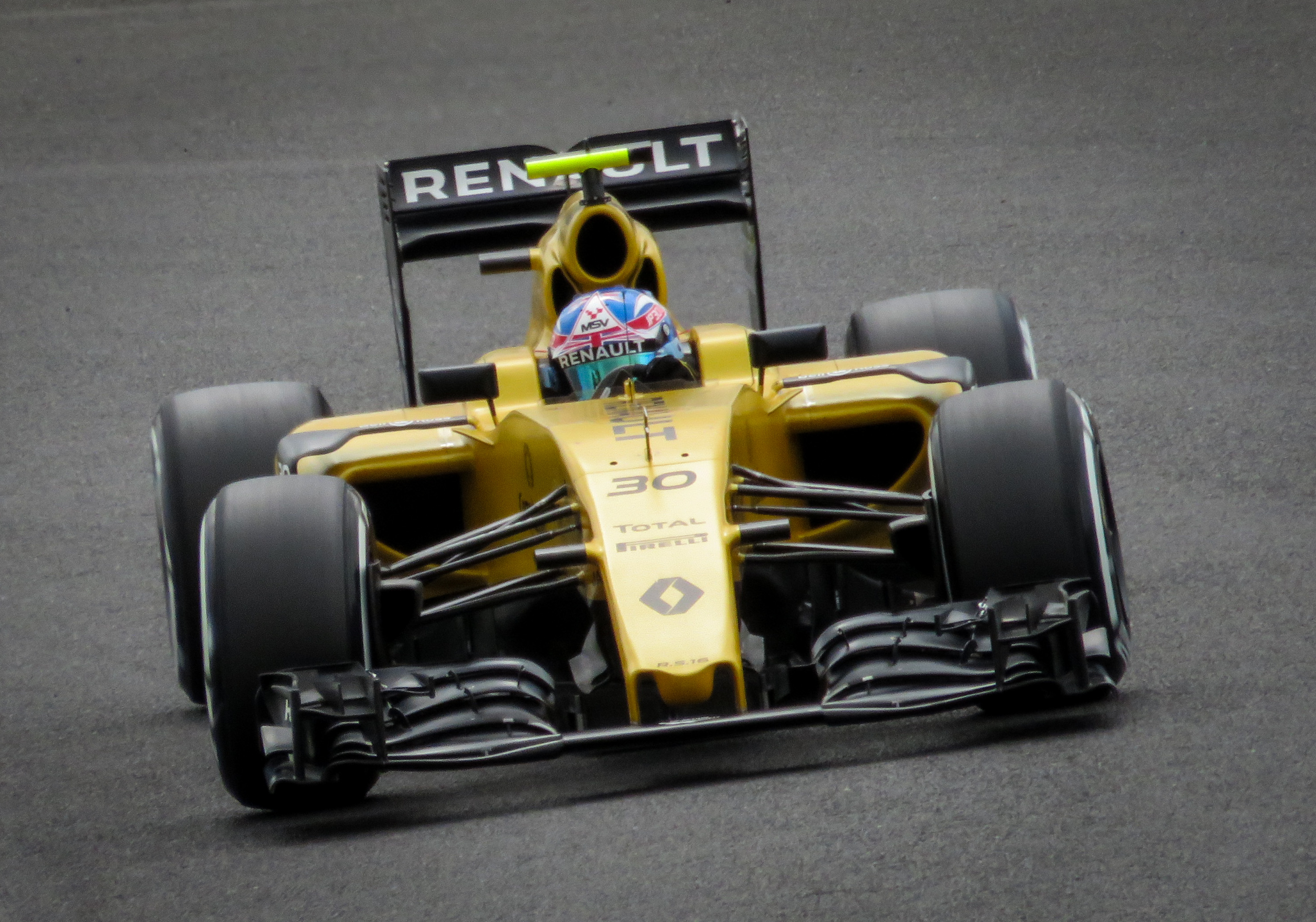
Palmer guiando o R.S.16 número 30 no

No seu primeiro treino classificatório na Fórmula 1, realizado no Grande Prêmio da Austrália de 2016, Palmer foi o décimo quarto colocado, chegando a frente a do seu companheiro Kevin Magnussen. O britânico também terminou aquela prova em 11º, uma posição à frente do dinamarquês.
Mas tanto Palmer quanto Magnussen tiveram dificuldades com o R.S.16, com o britânico acusando o carro de ser nervoso e difícil de guiar. O britânico se envolveu em diversos incidentes, como o do GP de Mônaco, em que ele bateu duas vezes nos treinos e também na corrida, e na Itália, em que ele e seu velho rival da GP2, Felipe Nasr, bateram e abandonaram na primeira volta. Palmer culpou o brasileiro da Sauber pela batida, o acusando de tê-lo jogado para fora da pista. Nasr foi punido com 10 segundos, mas afirmou que não tinha como evitar a colisão, e insinuou que ela foi provocada por Palmer. Outro incidente de Jolyon foi no Brasil, em que o britânico atingiu Daniil Kvyat logo após o safety car, e mais tarde, culpou a chuva e a falta de visibilidade causada pelo spray dos carros da frente, alegando que a prova brasileira foi a "mais perigosa" que ele correu.
Em 2 de outubro de 2016, Palmer conquistou seus primeiros pontos na Fórmula 1 ao terminar em décimo lugar no Grande Prêmio da Malásia. Um mês depois, em 9 de novembro do mesmo ano, a Renault confirmou a permanência de Palmer para 2017, com Magnussen cedendo seu lugar para o alemão Nico Hülkenberg, que havia confirmado o acordo com a equipe francesa meses antes.
Palmer fechou a temporada com apenas um ponto, sendo décimo oitavo colocado, duas posições abaixo de Magnussen, que tinha somado sete pontos. Apesar das alegações de que Palmer só foi escolhido para continuar na Renault por conta dos patrocinadores trazidos por seu pai, Jonathan, o chefe da equipe, Frédéric Vasseur, explicou que a escolha de manter o britânico na equipe em vez de Magnussen foi por conta da continuidade, colocando as mudanças nos carros de 2017 como desculpa. E segundo Cyril Abiteboul, que assumiu o cargo de Vasseur na Renault, o dinamarquês foi preterido porque se mostrou "parado", sem disciplina, e sempre tentando encontrar desculpas para seus erros, enquanto Palmer mostrava progressos.

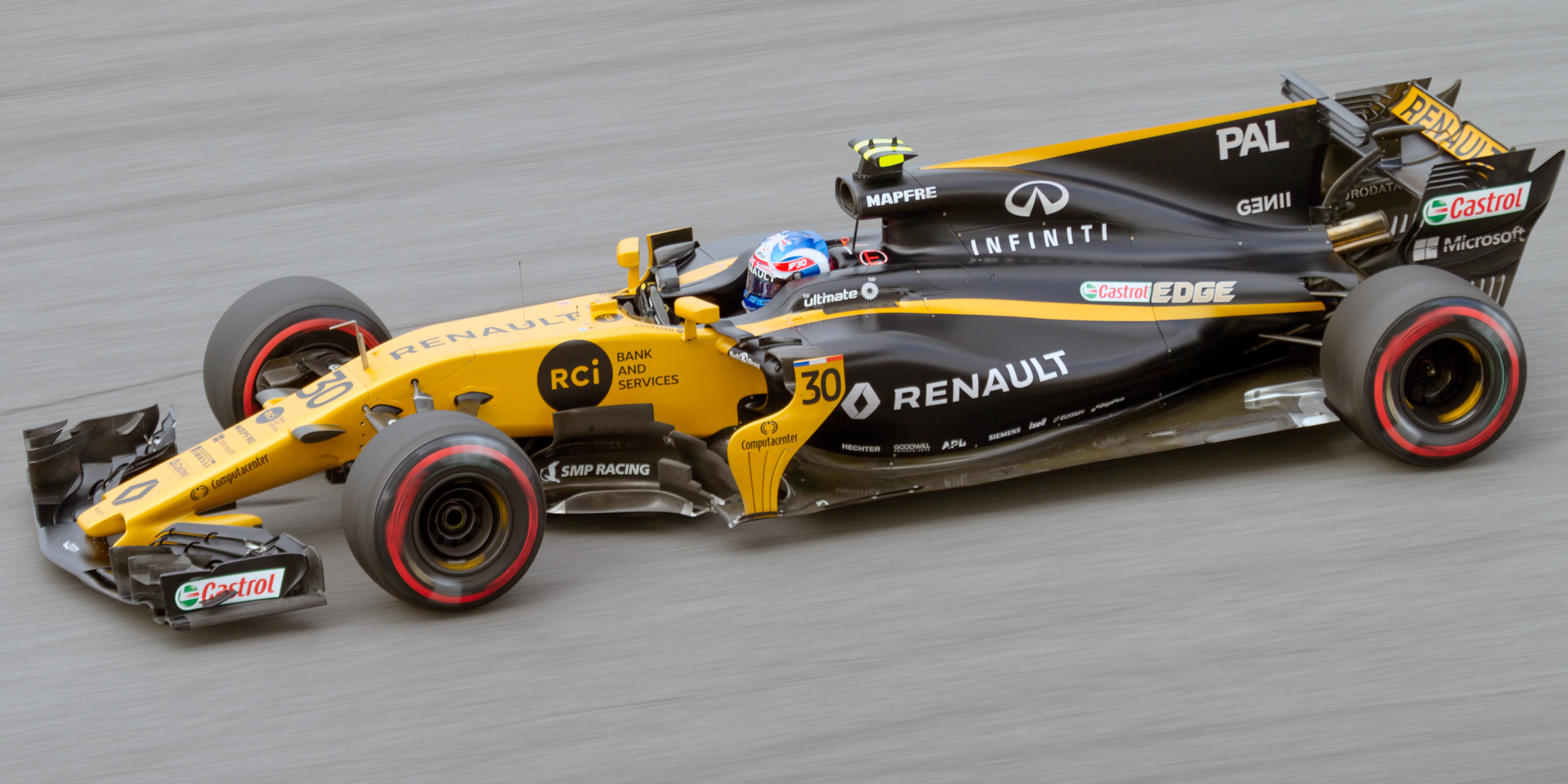
Palmer pilotando o Renault R.S.17 nos treinos livres do

Mas a temporada de 2017 se mostrou ainda mais desastrosa para Palmer. Ele sofreu um forte acidente já durante a segunda sessão de treinos do GP da Austrália, prova que ele não terminou por problemas nos freios. Palmer também se envolveu em uma colisão na primeira volta do GP da Rússia, dessa vez com Romain Grosjean da Haas, e o britânico e o francês trocaram acusações, embora nenhum deles tenha sido punido. Palmer ainda fez uma ultrapassagem ilegal sobre Fernando Alonso na Itália. O espanhol criticou a punição branda do britânico da Renault, mas ao saber do posterior abandono deste, ironizou, afirmando que era "carma". Palmer se viu muito aquém de Hülkenberg, que o superou com frequência, conquistando a maioria dos pontos da equipe, e o britânico disse que não tinha explicação para suas dificuldades daquele ano. Ele só pontuou na décima quarta rodada, com um sexto lugar em Singapura, que foi seu melhor resultado da carreira.
Rumores sobre a saída de Palmer começaram a circular em maio daquele ano, com Abiteboul comentando que a Renault precisava de dois pilotos capazes de marcar pontos. Dentre os cotados como substitutos, estavam os reservas Sergey Sirotkin e Robert Kubica, além de Carlos Sainz Jr., piloto da Toro Rosso. Em setembro de 2017, a equipe confirmou que Palmer seria substituído por Sainz ao final da temporada, mas em outubro, a equipe optou por antecipar a demissão do britânico, com Sainz assumindo o carro a partir do GP dos EUA. Com isso, Jolyon fez a sua última prova da F1 no Japão, que ele terminou em 12º lugar. Palmer fechou a temporada na décima sétima posição do mundial de pilotos, com oito pontos.

## Carreira na mídia
Palmer se iniciou no jornalismo esportivo ainda na época em que era piloto. Em 2014, ele escreveu uma coluna no site da Sky Sports, relatando seu "diário" como piloto da GP2 Series.
Após se aposentar da F1, Palmer passou a trabalhar como analista e comentarista da Fórmula 1. Sua estreia nessa função foi em 2018, quando ele se juntou ao time de especialistas em F1 da BBC Radio 5. Ele também escreve textos para a BBC e o site oficial da Fórmula 1, além de gravar vídeos com análises de corridas e pilotos para seu programa da F1 TV, a Jolyon Palmer's Analysis.

## Outros Campeonatos
| Época | Campeonato                              | Corridas disputadas | Vitórias | Pole Positions | Pódios | Pontos | Lugar Final |
| 2005  | Troféu Britânico de Outono de T-Cars    | Todas               | ND       | ND             | ND     | ND     | 5º          |
| 2006  | Campeonato de T-Cars                    | Todas               | ND       | ND             | 1      | 4      | 5º          |
| 2007  | Campeonato de T-Cars                    | 2                   | 2        | 1              | ND     | ND     | ND          |
| 2007  | Fórmula Palmer Audi                     | Todas               | 1        | ND             | ND     | ND     | ND          |
| 2008  | Fórmula Palmer Audi                     | Todas               | 1        | 3              | 11     | ND     | 3º          |
| 2008  | Troféu de Outono de Fórmula Palmer Audi | Todas               | 1        | ND             | 3      | ND     | 3º          |
| 2009  | Campeonato de Fórmula Dois da FIA       | ND                  | ND       | ND             | ND     | ND     | ND          |

## Resultados nas corridas da F1
Legenda: (Corridas em negrito indicam pole position); (Corridas em itálico indicam volta mais rápida)
| Temporada | Equipe                | Chassis | Motor                 | 1       | 2      | 3      | 4       | 5      | 6       | 7       | 8       | 9      | 10      | 11     | 12     | 13      | 14      | 15     | 16     | 17     | 18     | 19     | 20      | 21     | Class. | Pontos |
| --------- | --------------------- | ------- | --------------------- | ------- | ------ | ------ | ------- | ------ | ------- | ------- | ------- | ------ | ------- | ------ | ------ | ------- | ------- | ------ | ------ | ------ | ------ | ------ | ------- | ------ | ------ | ------ |
| 2016      | Renault Sport F1 Team | R.S.16  | Renault R.E.16 1.6 V6 | AUS 11  | BAR NL | CHN 22 | RUS 13  | ESP 13 | MON Ret | CAN Ret | EUR 15  | AUT 12 | GBR Ret | HUN 12 | ALE 19 | BEL 15  | ITA Ret | SIN 15 | MAL 10 | JAP 12 | EUA 13 | MEX 14 | BRA Ret | ABU 17 | 18º    | 1      |
| 2017      | Renault Sport F1 Team | R.S.17  | Renault R.E.17 1.6 V6 | AUS Ret | CHN 13 | BAR 13 | RUS Ret | ESP 15 | MON 11  | CAN 11  | AZE Ret | AUT 11 | GBR NL  | HUN 12 | BEL 13 | ITA Ret | SIN 6   | MAL 15 | JAP 12 | EUA -  | MEX -  | BRA -  | ABU -   |        | 17º    | 8      |